# Nigoiti
Nigoiti – wieś w Gruzji, w regionie Guria, w gminie Lanczchuti. W 2014 roku liczyła 615 mieszkańców.